# Evil Genius
Evil Genius är ett strategi- och simulatorspel från 2004. Det bygger på ett spiontema från 1960-talet. Spelaren är ett ont geni som kontrollerar en hemlig öbas, komplett med kraftfulla hantlangare, lojala undersåtar och en bred arsenal av vapen och fällor. Spelet utvecklades av Elixir Studios och distribuerades av Sierra Entertainment (nuvarande Vivendi Universal). Rättigheterna ägs nu av Rebellion.
Spelaren antar rollen som ledare för en kriminell organisation med planer på att ta över världen från en hemlig bas inbyggd i ett berg på en ö. Själva historien utspelar sig kring skapandet av ett av tre domedagsvapen som avfyras i slutet av spelet. Avfyrandet av domedagsvapnet tvingar världen att kapitulera för spelarens vilja, och därmed slutar spelet. Spelet har många inslag från spionfilmer som James Bond och parodier som Austin Powers.
Musiken komponerades av James Hannigan och fick en BAFTA-nominering för "Best Original Music" 2004.